# Laconofilia
Laconofilia é o amor ou admiração por Esparta e a cultura espartana ou sua constituição. O termo deriva da palavra Lacônia, uma parte do Peloponeso onde os espartanos viveram.
Os admiradores dos espartanos tipicamente elogiam seu valor e o sucesso na guerra, sua austeridade "lacônica" e autodomínio, seus modos virtuosos e aristocráticos, a ordem estável de sua vida política, e a sua constituição mista, que era um governo misto tripartite. A laconofilia na Antiguidade começou no início do século V a.C., e até contribuiu para um novo verbo no Grego antigo, em grego clássico: λακωνίζειν (literalmente, "agir como um laconiano"). A adoração à cidade-Estado de Esparta persistiu dentro da literatura clássica e mesmo após, ressurgindo durante a Renascença.

## Laconofilia antiga

### Atenas
Na Atenas antiga, a laconofilia começou como uma corrente de pensamento e sentimentos depois das Guerras Persas. Alguns, como Címon, filho de Milcíades, acreditavam que Atenas deveria aliar-se a Esparta contra o Império Aquemênida. Címon persuadiu os atenienses a enviarem soldados para auxiliar Esparta quando os hilotas se revoltaram e fortificaram o Monte Itome. Os espartanos enviaram os atenienses de volta para casa com agradecimentos, para que as ideias democráticas dos atenienses não influenciassem os hilotas ou os periecos.
Alguns atenienses, especialmente aqueles que não gostavam do comércio, preferiam uma sociedade fechada e a consolidação da oligarquia. Eles acreditavam que a Constituição espartana era superior à deles mesmos. Alguns foram tão longe na imitação dos costumes espartanos que andavam por Atenas usando cabelos longos e sem banho, como  faziam os Esparciatas. A República de Platão, que se passa durante o século V a.C., dá créditos a essa afirmação, tendo Sócrates opinado que os tipos de regimes políticos espartanos ou cretenses são os favoritos "de muitos".
Um grupo de oligarcas apoiadores extremos da laconofilia, conhecido como os Trinta Tiranos, tomou o poder em Atenas em 404 a.C. e o manteve por onze meses, com o apoio de um exército espartano. Seu governo, no entanto, foi rapidamente derrubado, e a democracia foi restabelecida.
Em 371 a.C., os espartanos foram derrotados na Batalha de Leuctra. Como resultado dessa derrota, os aliados de Esparta se revoltaram e os hilotas da Messênia foram libertados. Posteriormente, a economia espartana tornou-se menos capaz de apoiar os soldados profissionais, e as desigualdades entre supostamente cidadãos iguais aumentaram. Em consequência, a reputação de Esparta, como sucesso militar ou como guia nos assuntos domésticos, diminuiu substancialmente.

### Filósofos

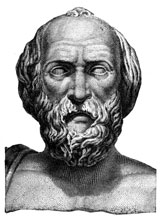
Licurgo de Esparta, promulgador lendário das leis espartanas.

A laconofilia permaneceu entre os filósofos. Alguns dos jovens alunos de Sócrates haviam demonstrado sua admiração por Esparta. O próprio Sócrates é retratado elogiando as leis de Esparta e Creta. Crítias, um companheiro de Sócrates, ajudou a trazer a regra oligárquica dos trinta tiranos, que foram apoiados por Esparta. Xenofonte, outro discípulo de Sócrates, lutou pelos espartanos contra Atenas. Platão também, em seus escritos, parece preferir um regime de tipo espartano sobre um democrático.  Aristóteles considerou o tipo de leis adotadas por Creta e Esparta como especialmente capazes de produzir cidadãos virtuosos e cumpridores da lei, embora também critique os cretenses e espartanos como incompetentes e corruptos, construídos sobre uma cultura de guerra.
A filosofia grega, portanto, herdou uma tradição de louvar a lei espartana. Isso só foi reforçado quando Ágis IV e Cleômenes III, reis de Esparta, tentaram "restaurar a constituição ancestral" na cidade, que nenhum homem vivo em sua época havia realmente experimentado. Essa tentativa terminou com o colapso das instituições de Licurgo, e um certo Nábis estabeleceu uma tirania em Esparta.
Em séculos posteriores, alguns filósofos gregos, especialmente platônicos, descreveram frequentemente Esparta como um estado ideal, forte, corajoso e livre das corrupções do comércio e do dinheiro. Essas descrições, das quais a Vida de Licurgo de Plutarco (em Vidas Paralelas) é a mais conhecida e completa, variam em muitos detalhes. Muitos estudiosos têm tentado reconstruir quais partes dessas utopias os espartanos realmente puseram em prática, e que autores clássicos posteriores inventaram.
Tornou-se moda entre os romanos durante a República visitar a Lacedemônia e os rituais de Ártemis Órtia, como uma espécie de atração turística, o mais próximo que os gregos poderiam oferecer semelhante aos jogos gladiatoriais.

### Visões contrárias
Mesmo nas culturas antigas, a admiração por Esparta não era um consenso. Nenhum dos contemporâneos da constituição de Licurgo louvavam Esparta sem restrições - exceto os próprios espartanos.
O historiador Heródoto retrata consistentemente os espartanos, exceto quando enfrentando a batalha, como rústicos, hesitantes, não cooperativos, corruptos e ingênuos. Na República de Platão, Sócrates argumenta que um Estado que realmente seguisse a vida simples não precisaria de uma classe guerreira; um Estado que fosse luxuoso e agressivo precisaria de um grupo de filósofos, como o próprio Platão, para guiar e enganar seus governantes. Mesmo o elogio de Xenofonte, na sua Constituição dos Lacedemônios, não é elogio puro.
Aristóteles critica os espartanos em sua Política: os hilotas continuam se rebelando; as mulheres espartanas são luxuosas; os magistrados (e especialmente os éforos) são irresponsáveis; chegar a decisões pelo grito mais alto na Apela é bobagem; q riqueza dos cidadãos é desigual (de modo que muitos estão perdendo os recursos necessários para ser um cidadão e um hoplita); e os esparcíatas deixam que se evadam impostos; então, a cidade é pobre e os cidadãos individuais são gananciosos. Acima de tudo, os espartanos não conhecem outras artes além da guerra, então, em paz, são incompetentes e corruptos. As instituições cretenses, diz ele, são ainda piores.

## Laconofilia moderna
A admiração por Esparta continuou no Renascimento. Nicolau Maquiavel concordou que Esparta era notável por sua existência longa e estável, mas afirmou que, para alcançar a virtù e a glória, Roma era preferível. O constitucionalista inglês elisabetano John Aylmer comparou o governo misto da Inglaterra dos Tudor com a república espartana, afirmando que a "Lacedemônia, [era] a mais nobre e melhor cidade jamais governada". Ele a elogiou como um modelo para a Inglaterra. O filósofo suíço-francês Jean-Jacques Rousseau contrastou Esparta favoravelmente com Atenas em seu Discurso sobre as Ciências e as Artes, argumentando que sua austera constituição era preferível à natureza mais culta da vida ateniense. Samuel Adams expressou desapontamento que a república americana não estava conseguindo encontrar seu ideal de uma "Esparta cristã".

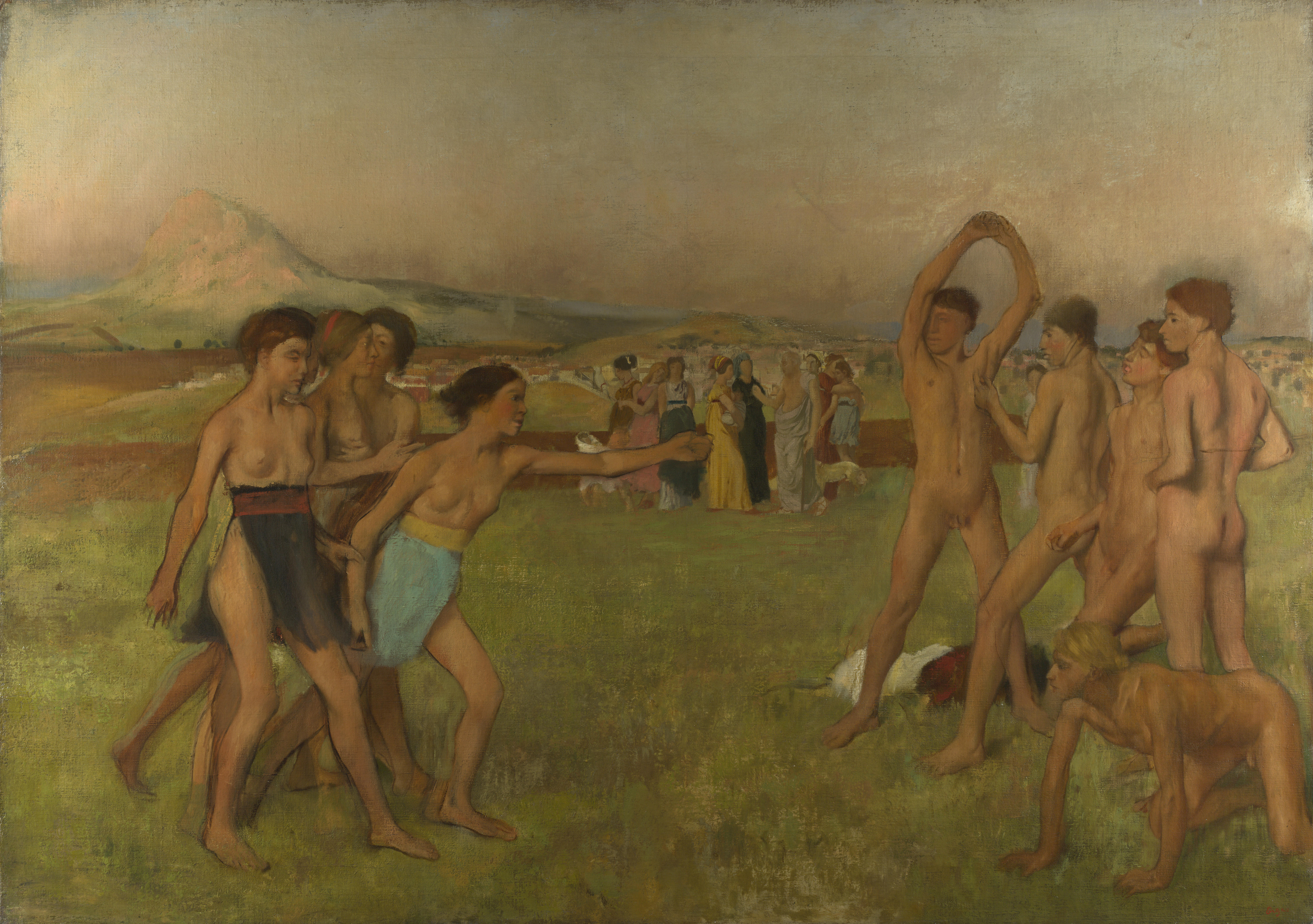
Degas, Jovens espartanos se exercitando (1860)

Alexander Hamilton zombava da laconofilia de sua época, acusando-a de irrealista:

Podemos pregar até nos cansarmos do tema, a necessidade de desinteresse nas repúblicas, sem fazer um único prosélito. O declamador virtuoso não vai persuadir a si mesmo nem a qualquer outra pessoa a se contentar com uma dupla porção de mingau, em vez de uma remuneração razoável por seus serviços. Poderíamos tão logo reconciliar-nos com as espartanas e esposas, com sua moeda de ferro, suas longas barbas ou seu caldo negro. Há uma dissimulação total nas circunstâncias, assim como nas maneiras, da sociedade entre nós; e é tão ridículo procurar modelos nas idades simples da Grécia e Roma como seria ir em busca deles entre os hotentotes e os lapões.
A laconofilia se tornou mais expressiva no século XIX. O desenvolvimento das escolas públicas inglesas foi influenciado pela ideia da escolaridade de crianças espartanas citada na biografia de Plutarco sobre Licurgo,  como também foram as universidades da Ivy League americana. Esparta também foi usada como um modelo de pureza social pela França revolucionária e napoleônica. Slavoj Žižek afirmou que "todos os radicais igualitários modernos, de Rousseau aos jacobinos, imaginaram a França republicana como uma nova Esparta".
A laconofilia moderna está presente na cultura popular, em geral em associação com a Batalha das Termópilas, como retratado em filmes como Os 300 de Esparta (1962) e, mais recentemente, no filme 300, adaptado da história em quadrinhos de mesmo nome.
No mundo moderno, o adjetivo "espartano" é usado para implicar a simplicidade, a frugalidade, ou a evasão do luxo e do conforto. Por causa de sua reputação para a proeza física, o apelido "Espartano" foi adotado por equipes em diversos esportes. A Universidade Estadual de Michigan adotou "Spartans" como sua identidade da equipe em 1925. Além do Michigan State Spartans, outras equipes incluem o San Jose State Spartans, Hamrun Spartans Football Club (Malta), Norfolk State Spartans, e outros. Os clubes de futebol incluem Sparta de Praga República Checa, Spartans F.C. (Escócia) e Sparta Rotterdam (Países Baixos).